# Statuia Ostașului Necunoscut din Târgu Mureș

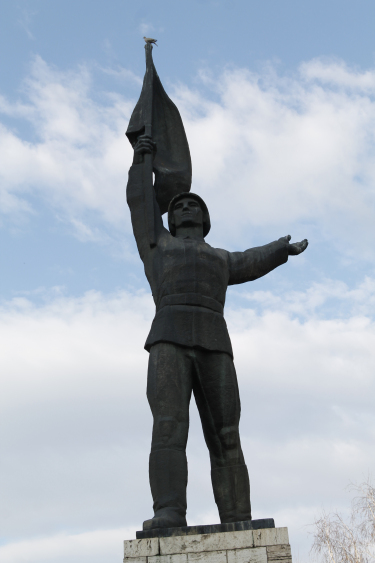
Monument închinat în memoria ostașilor români

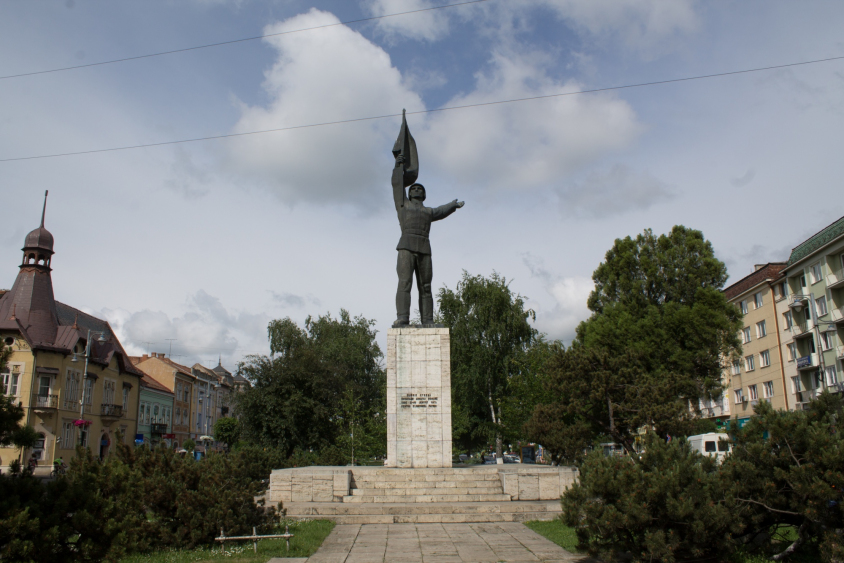
Adresă: Piața Trandafirilor, Târgu Mureș

Statuia ostașului necunoscut, cunoscut și sub numele de Statuia ostașului român,  (în maghiară Ismeretlen katona szobra) este un monument situat în Piața Trandafirilor din centrul orașului Târgu Mureș, închinat în memoria jertfelor trupelor române pe teritoriul Transilvaniei, din toamna anului 1944. Monumentul a fost inaugurat în anul 1964, fiind opera sculptorilor târgu-mureșeni István Csorvássy și Márton Izsák (artiștii fiind și creatorii Grupului statuar Bolyai).

## Descriere
Statuia, turnată în bronz și având o înălțime de 5 metri, îl înfățișează pe un soldat român în uniformă militară, care ține în mâna dreaptă, ridicată deasupra capului, un drapel. Lucrarea este realizată în stil ronde-bosse (sculptură în trei dimensiuni) și este așezată pe un soclu impunător, placat cu travertin, cu o înălțime totală de 11 metri.
Pe lateralele piedestalului se găsesc două basoreliefuri din marmură albă, care ilustrează scene din luptele purtate de armata română în timpul celui de-Al Doilea Război Mondial. Pe fața monumentului este inscripționat un mesaj de omagiu: „Glorie eternă ostașilor armatei române care și-au jertfit viața pentru eliberarea patriei”.
Pe 9 mai 2011, cu ocazia Zilei Independenței, aproximativ 200 de locuitori din Târgu Mureș s-au adunat la Statuia Ostașului Necunoscut pentru a participa la o ceremonie de depunere de coroane. Evenimentul a fost urmat de un marș solemn al militarilor și jandarmilor locali. Această zi comemorează momentul din 9 mai 1877, când ministrul de externe Mihail Kogălniceanu a proclamat independența României față de Imperiul Otoman.